# Jambieră

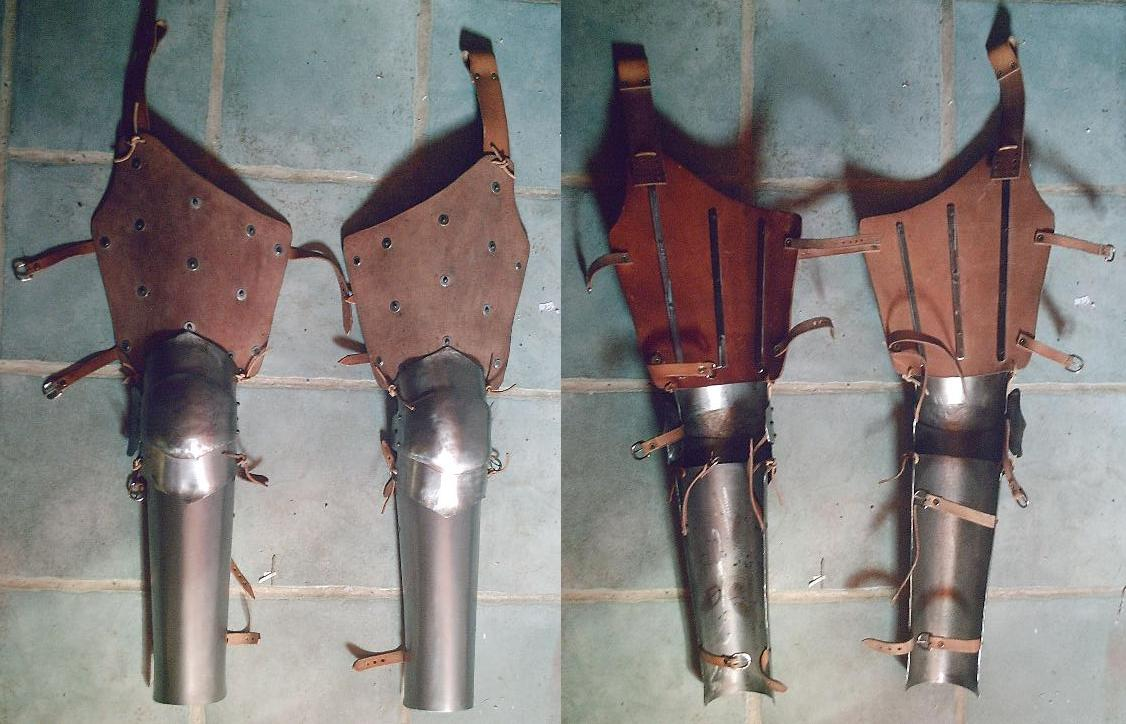
Jambiere de armură.

Jambiera este un articol de îmbrăcăminte sau de armură care acoperă partea de jos a piciorului de la picior până mai sus de genunchi. Recent, jambiera are tendința să includă sensul cuvântului ghetre. Ea a devenit recent un accesoriu de modă, fiind popularizată în anii 1980 prin filme ca Flashdance sau Fame, precum și prin dansurile aerobice ale timpului.

## Folosirea istorică
Jambiera purtată de gladiatori în epoca Romei Antice era numită în latină ocrea, în timp ce cnemidele (din greaca veche: knêmis) protejau tibiile în Grecia Antică.
În China, în timpul dinastiei Song, femeile cu picioarele bandajate purtau jambiere destinate a ascunde hipertrofia gleznelor cauzată de fracturarea piciorului.
Versiunea japoneză se numește kyahan. Îmbrăcate peste tabi, ele erau purtate frecvent de meșteșugari, comercianți, pelerini sau yamabushi. Aveau rolul de a preveni zgârieturile și de a facilita purtarea unei hakama sau a altor haine largi. 

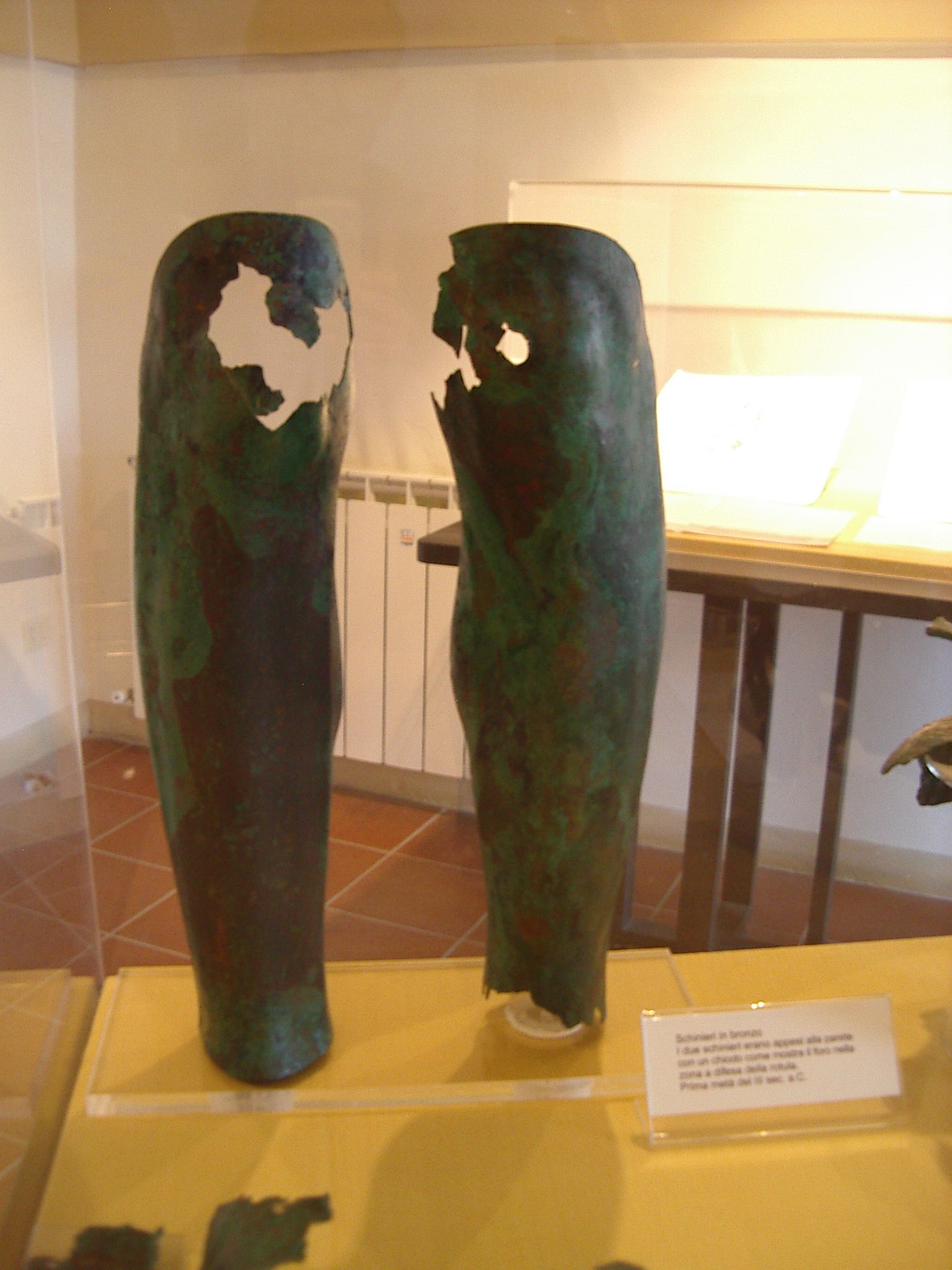
Jambiere etrusce, situl arheologic Necropola Palazzone
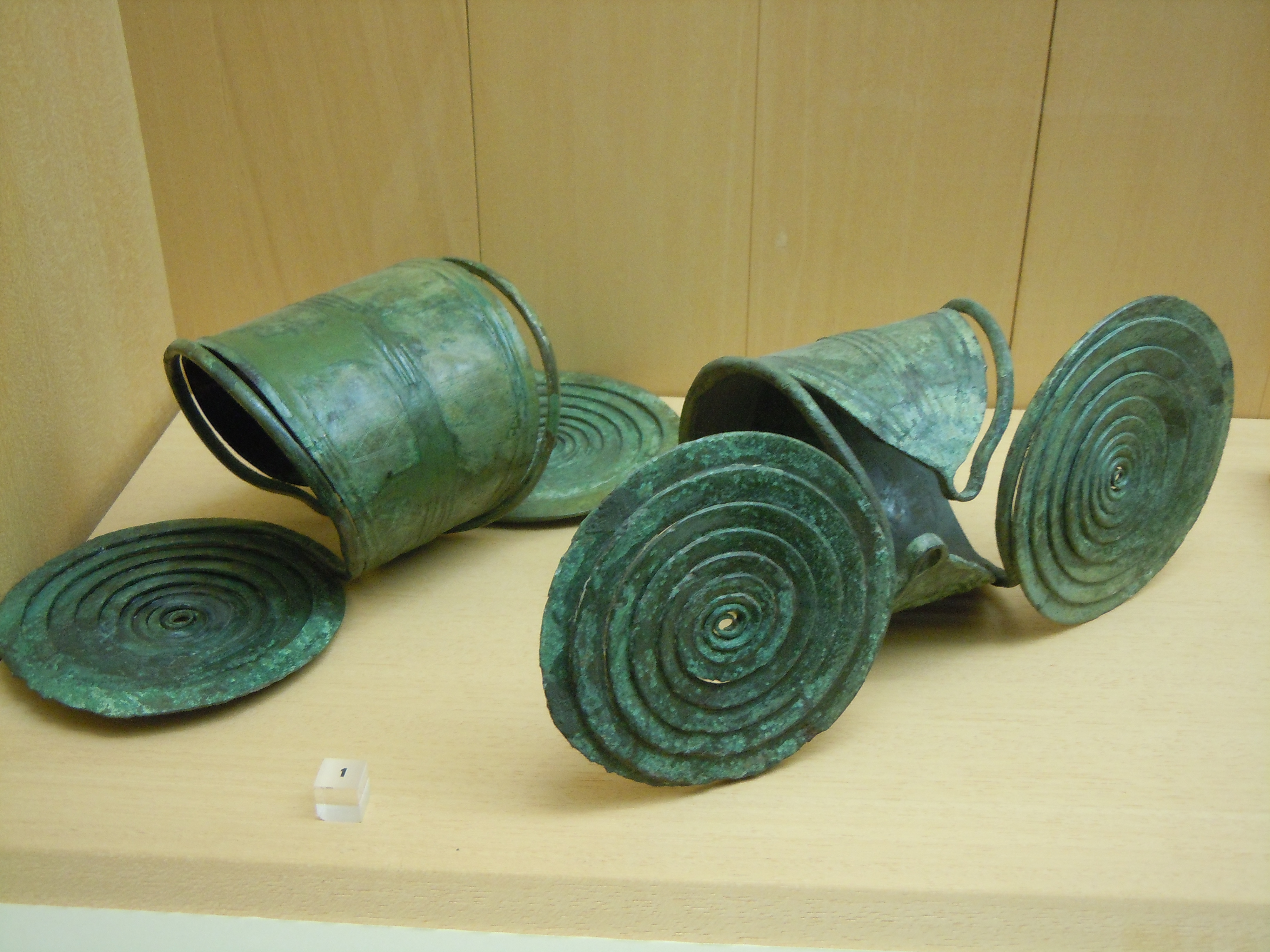
Jambiere din bronz, 1250 î.e.n., Veuxhaulles-sur-Aube, Antiquitées Nationales de Saint Germain en Laye
Blazon al comunei belgiene Linter conținând două jambiere
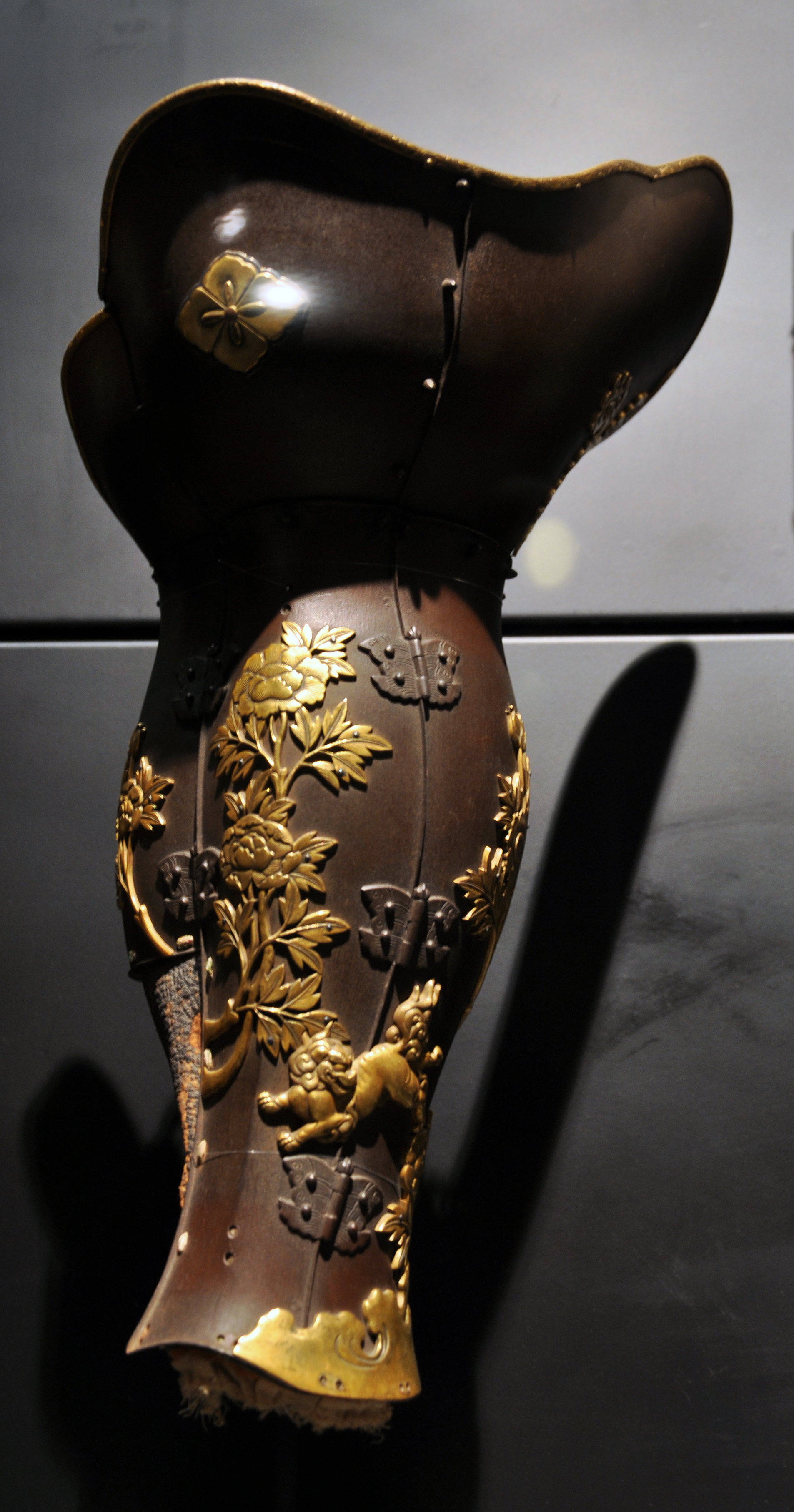
Secolul al XVIII-lea. Muzeul Barbier-Mueller Dallas (Texas)
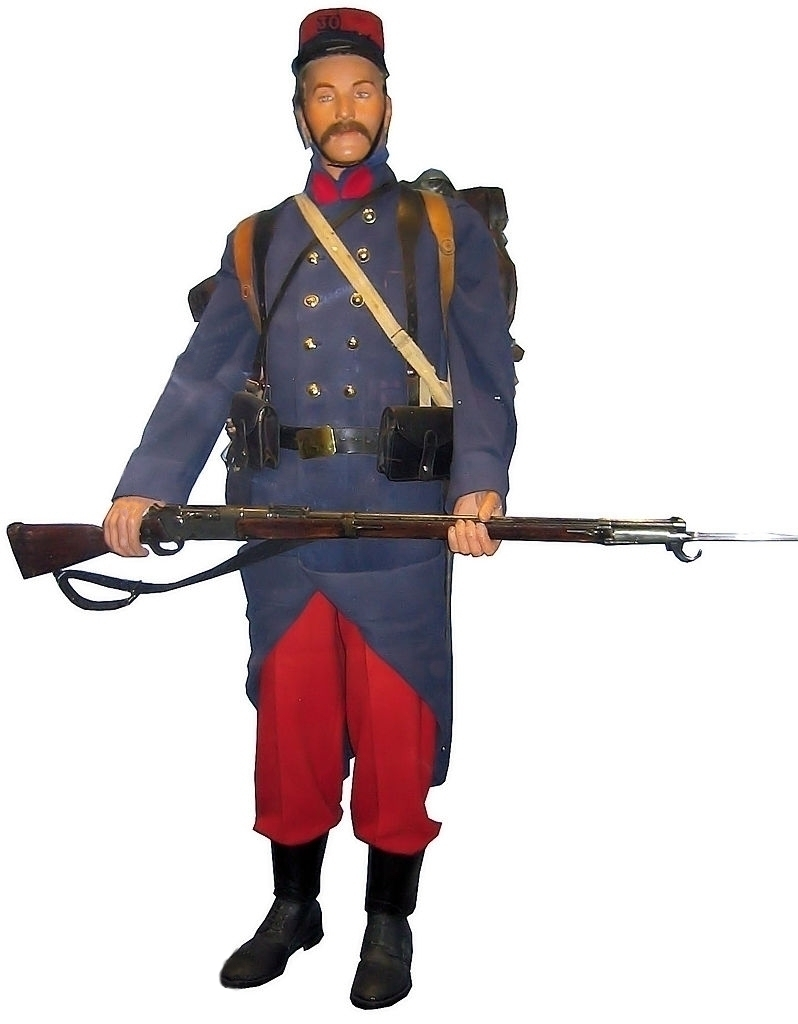
Jambiere militare « model 1913 »
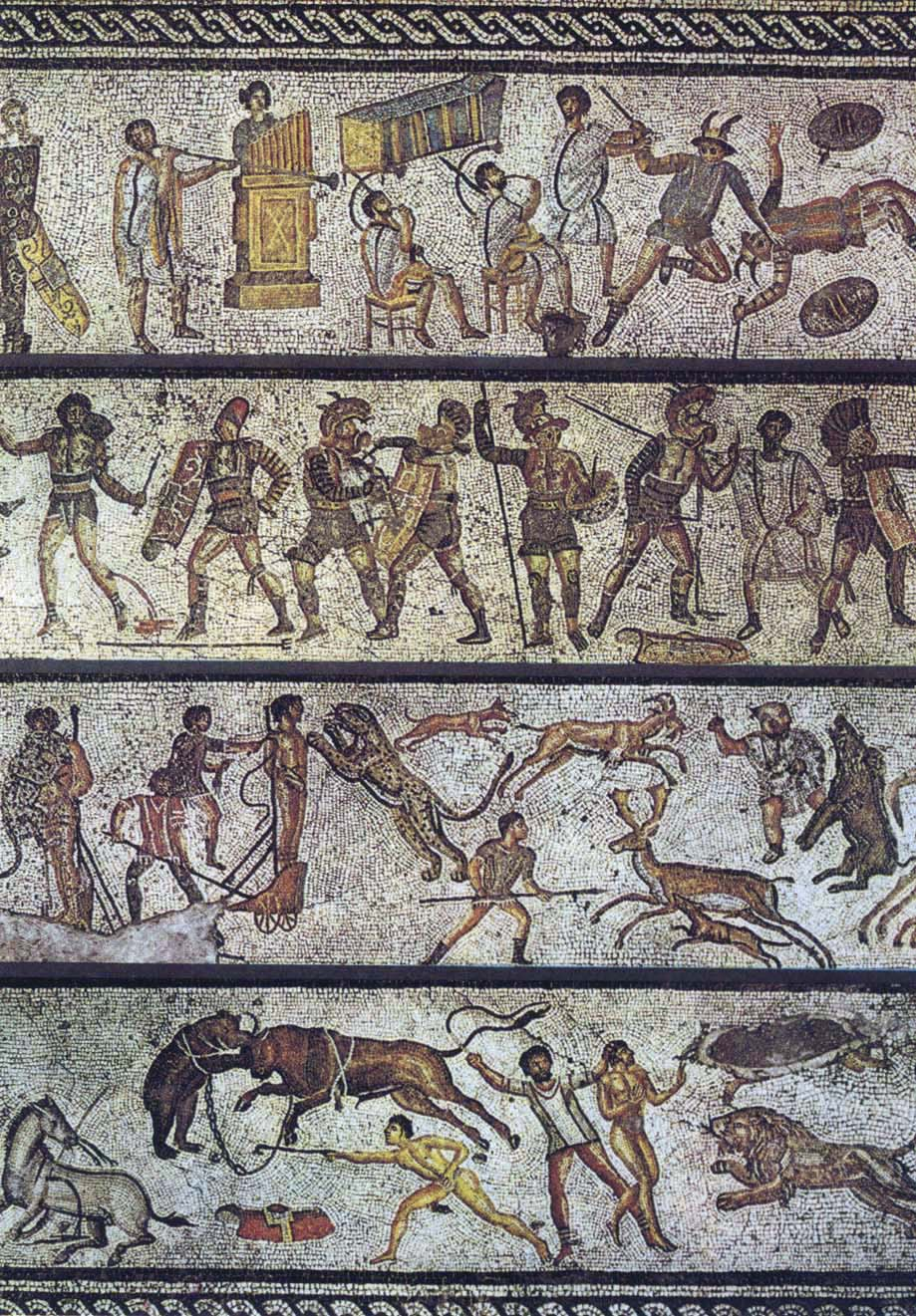
Gladiatori, Mozaic roman, Libye Zliten
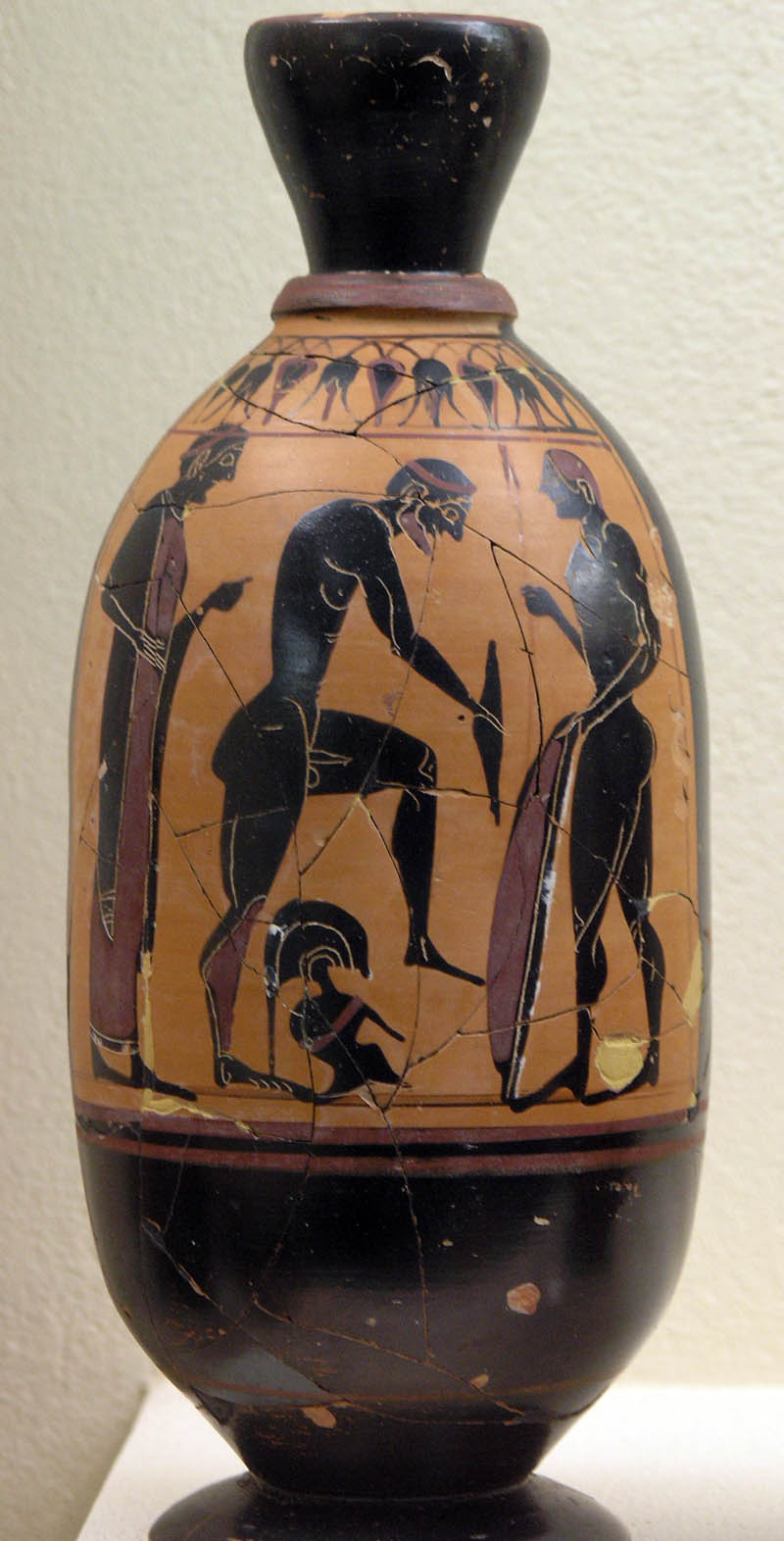
Războinic îmbrăcând o cnemidă, 550 î.e.n., Muzeul Arheologic Kerameikos din Atena
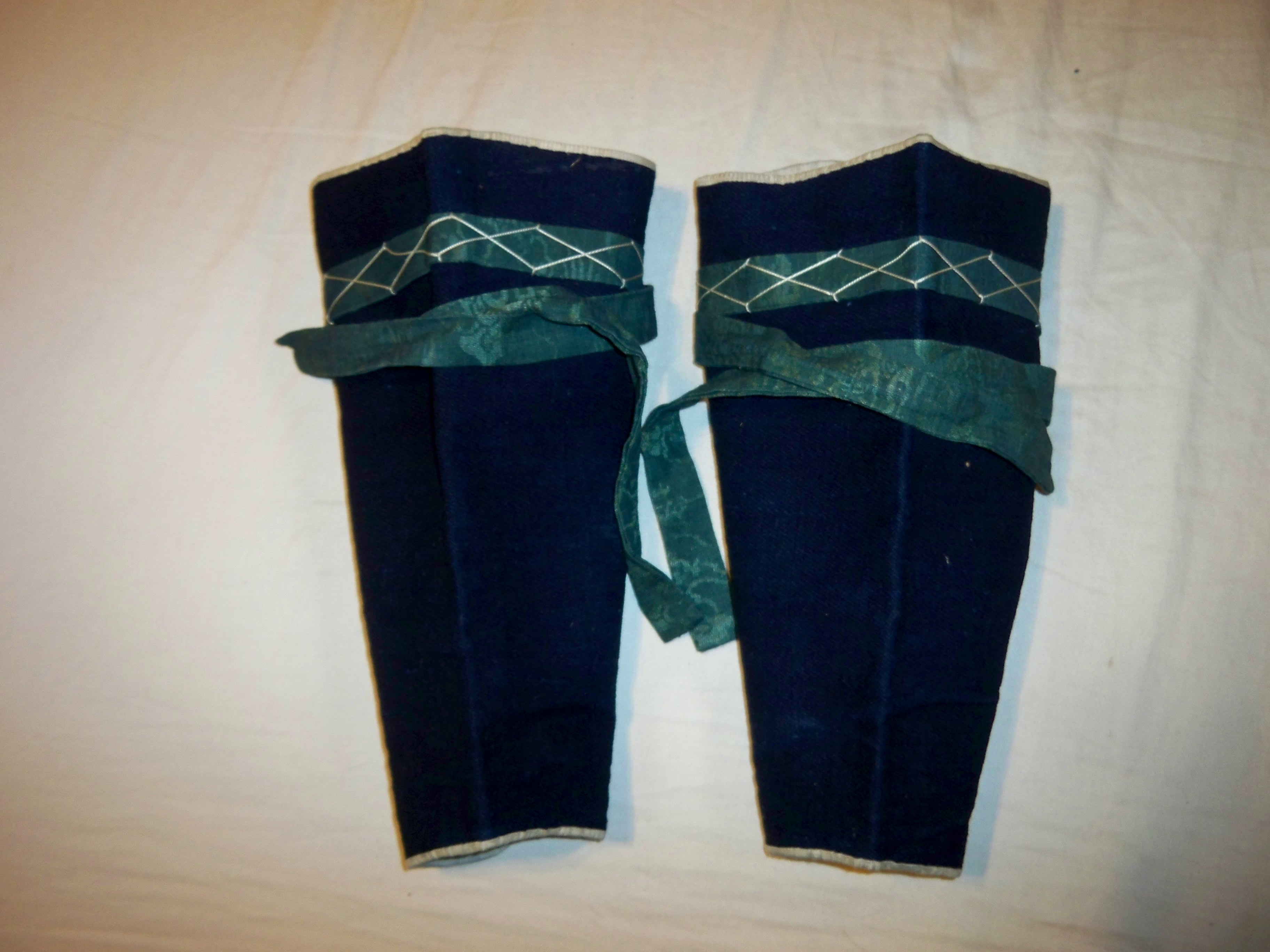
Kyahan, jambiere tradiționale japoneze.

## Perioada actuală

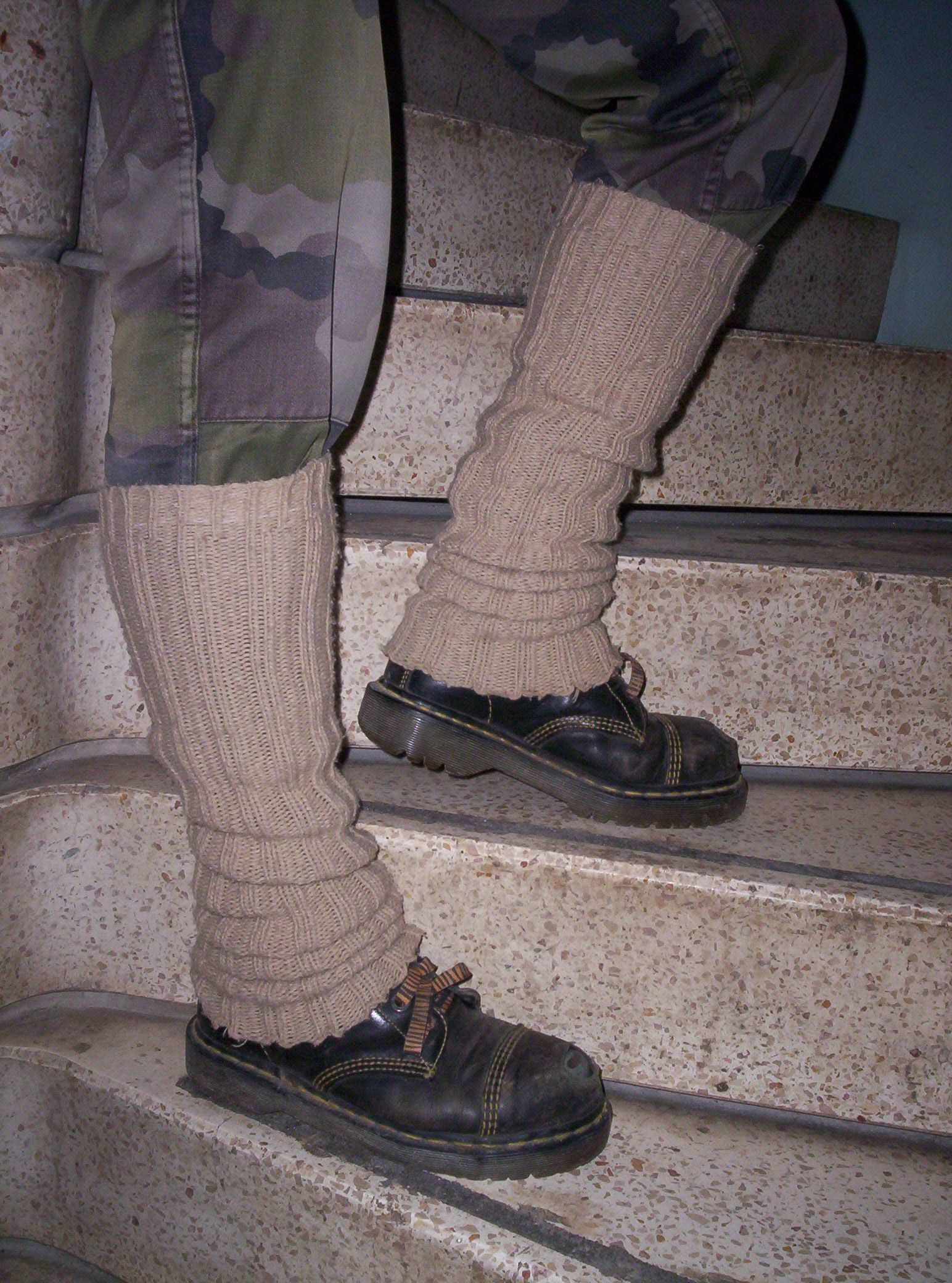
Exemplu de jambiere ca accesorii de modă.

Jambierele sunt folosite astăzi ca echipament de protecție împotriva impactului în unele sporturi mai dure precum fotbalul, fotbalul american, hocheiul pe gheață, polo, cricketul...
Atunci când acestea sunt un accesoriu de modă, jambierele sunt confecționate din materiale textile, adesea tricotate, și arată ca șosete fără picior. Ele nu sunt purtate trase, ci trebuie să facă cute pe gleznă. Sunt adesea  asociate cu dansul, fiind purtate la antrenamente.
Ele au fost popularizate în anii 1980 ca un accesoriu de modă, prin filme ca Flashdance sau Fame, precum și prin folosirea lor în dansurile aerobice.

## Vezi și
- Cnemidă
- Moletieră
- Leggings